# Raridades de Natal
Raridades de Natal é o trigésimo oitavo álbum de estúdio da cantora e apresentadora brasileira Xuxa, lançado pela gravadora Som Livre em 6 de dezembro 2024. O álbum reúne canções natalinas que fizeram parte do repertório de especiais de TV exibidos entre o final dos anos 1980 e nas décadas de 1990 e 2000.

## Antecedentes
Em parceria com a gravadora Som Livre, Xuxa anunciou o lançamento do álbum Raridades de Natal. O projeto reúne nove faixas que percorrem três décadas de história, com canções natalinas apresentadas em especiais musicais da TV entre os anos de 1980 e 2000. O grande destaque do álbum é o single “Natal da Xuxa”, acompanhado de faixas como “Noite Feliz” e “Luz da Paz”.

## Faixas
A faixa "Natal da Xuxa" é a mais antiga do álbum, originária da época do Xou da Xuxa. Na ocasião, a apresentadora gravou um clipe para o especial de 1988, com a participação de várias crianças na Vista Chinesa, um momento que ficou marcado para muitos fãs. Apesar de nunca mais ter cantado a música após esse período, ela sempre foi muito solicitada pelo público.
A segunda faixa, "Pão e Vinho", será ouvida na íntegra pela primeira vez. Anteriormente, Xuxa havia apresentado apenas um trecho da canção em seu programa, no Natal de 1992. A composição é de autoria de "Tio Porquinho" e "Tio Formiguinha".
A terceira faixa, "Luz da Paz", foi a canção que deu nome ao especial de Natal de 1997 e é acompanhada de um clipe marcante. Esse especial foi gravado pouco depois de Xuxa descobrir que estava grávida de Sasha e ocorreu durante uma ceia natalina com toda a família reunida. A faixa seguinte, "De Grão em Grão", também fez parte do especial Luz da Paz de 1997.
A quinta faixa do álbum, "Noite Feliz", apresenta uma versão especial da clássica canção natalina, gravada por Xuxa para o programa Xuxa no Mundo da Imaginação em 2002. A interpretação foi acompanhada por crianças que traduziram a música em libras.
A sexta faixa, "O Velhinho (Sapatinho na Janela)", é uma canção tradicionalmente interpretada por artistas como Dominguinhos. Xuxa gravou sua versão para um especial de Natal exibido no Xuxa no Mundo da Imaginação em 2003.
A sétima faixa, "Pedido de Natal", composta por Vanessa Alves e Maurício Gaetani, foi apresentada no especial natalino de 2004. Já "Estrela da Paz" é uma canção do especial de 2003, que se destacou principalmente pelo seu clipe, no qual Xuxa sobrevoa a cidade em cima de um livro, acompanhada pelos atores Bruna Marquezine e Bruno Abrahão.
A última faixa do álbum, "Borboleta", é uma cantiga popular que foi apresentada no especial Folias de Natal, exibido em 2005.

## Tracklist
| N.º            | Título                              | Duração |  |
| 1.             | "Natal da Xuxa"                     | 3:32    |  |
| 2.             | "Pão e Vinho"                       | 4:37    |  |
| 3.             | "Luz da Paz"                        | 3:31    |  |
| 4.             | "De Grão em Grão"                   | 4:56    |  |
| 5.             | "Pedido de Natal"                   | 3:18    |  |
| 6.             | "Estrela da Paz"                    | 3:17    |  |
| 7.             | "Borboleta"                         | 2:09    |  |
| 8.             | "O Velhinho (Deixei Meu Sapatinho)" | 2:08    |  |
| 9.             | "Noite Feliz (Silent Night)"        | 2:17    |  |
| Duração total: | Duração total:                      | 29:49   |  |

## Desempenho nas paradas musicais

### Posições
| Ano  | Chart                                       | Melhor posição |
| ---- | ------------------------------------------- | -------------- |
| 2024 | Brasil iTunes Álbuns                        | 1              |
| 2024 | Brasil iTunes Músicas (Estrela da Paz)      | 3              |
| 2024 | Brasil iTunes Músicas (Noite Feliz)         | 25             |
| 2024 | Brasil iTunes Músicas (O Velhinho)          | 26             |
| 2024 | Brasil iTunes Músicas (Natal da Xuxa)       | 42             |
| 2024 | Brasil iTunes Músicas (Borboleta)           | 45             |
| 2024 | Brasil iTunes Músicas (Pedido de Natal)     | 51             |
| 2024 | Brasil Amazon Music Músicas (Natal da Xuxa) | 190            |
| 2024 | Brasil Amazon Music Álbuns                  | 126            |

## Histórico de lançamento
| Região | Data                  | Formato(s)                 | Gravadora(s) |
| ------ | --------------------- | -------------------------- | ------------ |
| Brasil | 6 de dezembro de 2024 | Download digital streaming | Som Livre    |